# Nils Eriksen
Nils Kristian Eriksen (Gjerpen, 5 marzo 1911 – Moss, 5 maggio 1975) è stato un allenatore di calcio e calciatore norvegese, di ruolo difensore.

## Carriera

### Giocatore

#### Club
A livello di club, Eriksen vestì le maglie dell'Odd e del Moss.

#### Nazionale
Giocò 47 incontri per la Norvegia, partecipando ai Giochi della XI Olimpiade (conquistando la medaglia di bronzo) e al campionato del mondo 1938. Esordì il 6 settembre 1931, nel pareggio per 4-4 contro la Finlandia.

### Allenatore
Eriksen fu allenatore del Moss nel 1949 e nel 1950.